# Liste der Monuments historiques in Bussières (Haute-Saône)
Die Liste der Monuments historiques in Bussières führt die Monuments historiques in der französischen Gemeinde Bussières auf.

## Liste der Objekte
| Bezeichnung                | Beschreibung                                                                                         | Standort                        | Kennzeichnung | Schutzstatus | Datum | Bild |
| -------------------------- | --- | ------------------------------- | ------------- | ------------ | ----- | ---- |
| Kelch und Patene           | Silber, gemarkt 1774, Goldschmied Jean-François Thiébaud                                             | in der Kirche St-Maurice (Lage) | PM70000208    | Classé       | 1966  |      |
| Ziborium                   | Silber, um 1700, Goldschmied François Jurain                                                         | in der Kirche St-Maurice (Lage) | PM70000209    | Classé       | 1966  |      |
| Skulptur Maria Immaculata  | Holz, vergoldet, 19. Jahrhundert                                                                     | in der Kirche St-Maurice (Lage) | PM70002311    | Inscrit      | 1994  |      |
| Gemälde Heiliger Mauritius | Ölfarbe auf Leinwand, Holzrahmen, bezeichnet 1840                                                    | in der Kirche St-Maurice (Lage) | PM70002312    | Inscrit      | 1994  |      |
| Hauptaltar                 | Altartisch, Tabernakel, Exposition und sechs Altarleuchter; Holz, vergoldet, Kupfer, 18. Jahrhundert | in der Kirche St-Maurice (Lage) | PM70002313    | Inscrit      | 1994  |      |